# Neten Chokling
Neten Chokling, ook wel Neten Chokling Rinpoche (Bhutan, Wandipodzong, 10 augustus 1973) is een Tibetaans acteur, filmregisseur en vooraanstaand tulku en is door de zestiende karmapa en Dilgo Khyentse Rinpoche erkend als de vierde Neten Chokling.
Hij is geboren in een arme familie in Wandipodzong in Centraal Bhutan. De karmapa noemde hem Gyurme Dorje en toen hij zeven jaar oud was, werd hij meegenomen naar het klooster Bir en getroond als Dilgo Khyentse Rinpoche in Clement Town, een stadsdeel met veel Tibetaanse ballingen in Dehradun in India. In Rumtek was hij al gekroond door de karmapa.

Andere filmmakers van Tibetaanse films zijn Döndrub Wangchen, Khyentse Norbu, Ritu Sarin en Tenzin Sönam.

## Filmcarrière
Hij acteerde in de films De cup uit 1999 en Travellers and Magicians uit 2003, beide van Khyentse Norbu.
In 2006 bracht hij zijn eerste film uit die hij zelf regisseerde, Milarepa over de boeddhistische heilige Milarepa. In deze film speelt onder andere de actrice Lhakpa Tsamchoe die als vrouw van Peter Aufschnaiter meespeelde in Seven Years in Tibet en als moeder van de kleinzoon van opperhoofd Tinle in Himalaya.
- International Standard Name Identifier: 0000 0000 5054 5026
- Library of Congress Control Number: no2008179489
- Nationale Bibliotheek van Tsjechië: xx0180190
- Nederlandse Thesaurus van Auteursnamen: 306059320
- Système universitaire de documentation: 059315725
- Virtual International Authority File: 9676020
- WorldCat: E39PBJxCxtJbVgCp6J3pjwVjYP